# نارسبورو
latitudeنارسبوروlongitudeنارسبورو
نارسبورو (به انگلیسی: Knaresborough) یک شهرک در بریتانیا است که در انگلستان واقع شده‌است.

## خصوصیات
نارسبورو ۱۴٬۷۴۰ نفر جمعیت دارد.